# Glochidion macrocarpum
Glochidion macrocarpum är en emblikaväxtart som beskrevs av Carl Ludwig von Blume. Glochidion macrocarpum ingår i släktet Glochidion och familjen emblikaväxter.

## Underarter
Arten delas in i följande underarter:
- G. m. macrocarpum
- G. m. orientale
- G. m. sumbawanum